# BSC Saturn Köln
BSC Saturn 77 Köln var en basketklubb i Köln i Tyskland
Saturn Köln skapades utifrån ASV Kölns basketsektion 1977. Klubben blev tyska mästare fyra gånger (1981, 1982, 1987, 1988) och tyska cupmästare två gånger (1980, 1983). Klubbens mest framgångsrika och mest kände spelare var Klaus Zander. Klubbens huvudsponsor var Fritz Waffenschmidt som ägde elektronikkedjan Saturn. Då[när?] Saturn såldes till varuhuskoncernen Kaufhof innebar det ett slut för sponsringen av klubben. Elitbasketen i Köln fick därmed ett abrupt slut. Idag[när?] finns åter ett elitlag i basket i Köln, RheinEnergie Köln.